# Jürgen Rüland
Jürgen Rüland (* 24. November 1953 in Karlsruhe) ist ein deutscher Politologe. Von 1998 bis 2019 lehrte er als Professor für wissenschaftliche Politik an der Albert-Ludwigs-Universität Freiburg.

## Leben
Nach dem Abitur am Helmholtz-Gymnasium in Karlsruhe 1972 und dem Grundwehrdienst studierte Rüland von 1973 bis 1978 Politikwissenschaft, Geschichte und Germanistik an der Albert-Ludwigs-Universität Freiburg und schloss mit dem Staatsexamen für das Höhere Lehramt ab. 1981 wurde er mit einer Studie über Aspekte der Herrschaftsstabilisierung in Manila/Philippinen bei Dieter Oberndörfer promoviert; 1989 folgte ebenfalls in Freiburg die Habilitation mit einer Arbeit zum Thema Kommunalpolitik und Entwicklung in südostasiatischen Regionalstädten. Von 1978 bis 1991 war er als wissenschaftlicher Referent am Arnold-Bergstraesser-Institut tätig. Von 1991 bis 1993 lehrte er als Vertretungsprofessor für Politikwissenschaft an der Universität Passau und wechselte 1993 an die Universität Rostock, wo er von 1994 bis 1998 den Lehrstuhl für Internationale Politik und Entwicklungszusammenarbeit innehatte. 1998 nahm er einen Ruf an das Seminar für wissenschaftliche Politik der Universität Freiburg an. Rüland war zwischen 2000 und 2002 Dekan der Philosophischen Fakultät IV, 2001–2006 Co-Direktor am Arnold-Bergstraesser-Institut (mit Theodor Hanf) und von 2006 bis 2014 Vorsitzender des Akademischen Beirats des GIGA German Instituts for Global and Area Studies in Hamburg. Er lehrte und forschte als Gastwissenschaftler an der University of Stanford, der National University of Singapore, der University of Canterbury, Christchurch, der University of the Philippines, der Ateneo de Manila University, der Chiang Mai University, der Universiti Sains Malaysia, dem Asian Institute of Technology (AIT), der Universitas Indonesia, Jakarta, der Gajah Mada University, Yogyakarta, und FLACSO Argentina, Buenos Aires. 2019 ging Rüland in den Ruhestand. Er ist verheiratet und hat vier Kinder.

## Schriften (Auswahl)
- Politik und Verwaltung in Metro Manila. Aspekte der Herrschaftsstabilisierung in einem autoritären politischen System. Weltforum-Verlag, München 1982 (Zugl.: Freiburg (Breisgau), Univ., Diss., 1981).
- Urban Government and Development in Southeast Asia. Regional Cities and Local Government, Westview Press, Boulder, 1992 (Zugl. Habilschrift).
- Parliaments and Political Change in Asia, Singapore: Institute of Southeast Asian Studies, Institute of Southeast Asian Studies (ISEAS), Singapore, 2005 (mit C. Jürgenmeyer, M.L. Nelson und P. Ziegenhain).
- Interregionalism and International Relations, Routledge, London, 2006, Hrsg. mit H. Hänggi und R. Roloff.
- ASEAN as an Actor in International Forums. Reality, Potential and Constraints, Cambridge University Press, Cambridge, 2015 (mit Paruedee Nguitragool).
- The Indonesian Way: ASEAN, Europeanization, and Foreign Policy Debates in a New Democracy, Stanford University Press, Stanford, 2017.
- Religious Actors and Conflict Transformation in Southeast Asia. Indonesia and the Philippines, Routledge, London, 2019 (mit C. von Lübke und M.M. Baumann).
- Handbook on Global Governance and Regionalism, Edward Elgar, Cheltenham, 2022, Hrsg. mit Astrid Carrapatoso.